# Paecilaema atroluteum
Paecilaema atroluteum is een hooiwagen uit de familie Cosmetidae.